# Festuca artvinensis
Festuca artvinensis är en gräsart som beskrevs av Markgr.-dann. Festuca artvinensis ingår i släktet svinglar, och familjen gräs. Inga underarter finns listade i Catalogue of Life.